# Ecnomus obtusus
Ecnomus obtusus är en nattsländeart som beskrevs av Georg Ulmer 1910. Ecnomus obtusus ingår i släktet Ecnomus och familjen trattnattsländor. Inga underarter finns listade i Catalogue of Life.